# Model standard solar
Modelul standard solar (SSM) este un model matematic al Soarelui care îl tratează ca pe o minge sferică de gaz/plasmă (în diferite stări de ionizare, cu hidrogen în interior).
Modelul standard solar este cel mai bun model disponibil pentru a descrie Soarele. În sens larg, modelul standard solar este o sferă compusă în principal din hidrogen și plasmă care se mențin împreună datorită gravitației. În miezul Soarelui, temperatura și densitatea sunt suficient de mari pentru a permite conversia nucleară a hidrogenului în heliu prin procese de fuziune nucleară distincte, care eliberează o cantitate mare de energie și care produc, de asemenea, doi electroni și doi neutrino. Energia este produsă în mod continuu și ține soarele în echilibru (tendința de a exploda din cauza reacțiilor de fuziune, tendința de a intra în colaps datorită gravitației). Modelul mai descrie și modul în care, datorită evoluției în timp a relației dintre hidrogen și heliu în miez, are loc schimbarea de temperatură și de densitate sau modificarea dimensiunii și luminozității. 